# Флавий Герод
Флавий Герод (лат. Flavius Herodes) — римский политический деятель второй половины IV века.
Известно о том, что Флавий Герод был консуляром Нумидии, но точная дата неизвестна. В 394—395 годах он занимал должность проконсула провинции Африка. Есть предположение, что около 396 года Герод находился на посту комита священных щедрот.